# Balajnac (Merošina)
Balajnac es un pueblo ubicado en la municipalidad de Merošina, en el distrito de Nišava, Serbia.

## Superficie
Posee una superficie de 10,03 kilómetros cuadrados.

## Demografía
Hasta 2011 la población era de 1254 habitantes, con una densidad de población de 125 habitantes por kilómetro cuadrado.